# Mas Jornet
Mas Jornet és una masia de Badalona.
Antiga casa de pagès que va ser dividida en diversos habitatges, situada vora el camí de Sant Jeroni de la Murtra, rere Can Móra. Es tracta d'un conjunt de cases, una de les quals enrunada. Antigament s'hi trobava una sitja cavada a terra de dos metres i mig de fondària i dos d'amplada coberta per una tapa de pedra, trobada arran d'unes reformes que es van fer a la casa al segle XX.
La masia data com a mínim del segle xvi, quan n'era propietària la família Ribet. El 28 de març de 1574 els germans Francesc, cirurgià, Salvi, xocolater, i Paula Ribet, van vendre la propietat, com a successors del seu difunt germà, Josep, pagès, mort sense fer testament. Els següents propietaris van ser els Jornet, que han donat nom al mas. El 1576 va fer testament Jeroni Jornet en favor del seu fill i hereu, Francesc, que al seu torn va llegar-ho a la seva filla Madrona, la qual va casar-se amb Joan Viver, que va esdevenir usufructuari del mas.
A finals de la dècada de 1970 n'era propietari Manuel Batlle Freixes, àlies Biscarda. El 1998, el Ple de l'Ajuntament de Badalona va aprovar donar el nom de Mas Jornet al camí d'accés a la masia. El 2016 el mas es trobava en mal estat i deshabitat, fet que va provocar queixes veïnals al barri de Canyet.